# 渡邊茜
渡邊茜（日语：／ Watanabe Akane，1994年5月27日—），日本女子羽毛球運動員。埼玉縣出生，畢業於春日部市立武里中学校和埼玉栄高校，現隸屬於NTT東日本株式會社南關東總務部（東京），並為該社的羽毛球隊成員兼隊長，隊員編號7號。

## 簡歷

### 2012年 分齡賽時期
2012年6月，渡邊茜代表日本参加韩国慶尚北道金泉市举办的亞洲青年羽毛球錦標賽，助隊伍贏得混合團體冠軍。同年10月，她再次在本国举办的世界青年羽毛球錦標賽，助隊伍贏得混合團體亚軍。

### 2013年-2017年 国际赛夺冠
2013年4月，渡邊茜與松尾靜香出战大阪羽毛球國際挑戰賽，在女双準决赛以0比2（17-21、16-21）不敌赛会头号种子、队友的米元小春/三木佑里子。
2016年3月，渡邊茜與新玉美鄉出戰奧爾良羽毛球國際挑戰賽，在女雙準决赛以0比2（20-22、19-21）不敌法国的德尔菲娜·德尔吕/莉亚·巴莱尔莫。同年4月，她与新玉美鄉出战芬蘭羽毛球公開賽，在女双决赛以2比0（21-12、21-17）击败了赛会头号种子、荷兰强档的萨曼塔·巴宁/伊里斯·塔博林，夺得其首个国际赛冠军。
2017年4月，渡邊茜與新玉美鄉出戰芬蘭羽毛球公開賽，在女雙决赛以2比0（21-18、21-13）击败了队友的星千智/篠谷菜留，成功地卫冕女子雙打冠軍。随后5月，她與新玉美鄉出戰樂魚羽毛球國際挑戰賽，在女雙準决赛以0比2（18-21、14-21）不敌赛会6号种子、同胞的松山奈未/志田千陽。接着6月，她與新玉美鄉出戰西班牙羽毛球國際賽，在女雙决赛以0比2（10-21、15-21）不敌队友的櫻本絢子/高畑祐紀子，赢得亚軍。同年7月，她與新玉美鄉出戰加拿大羽毛球大獎賽，在女雙準决赛以1比2（15-21、21-12、22-24）不敌赛会6号种子、同胞的松本麻佑/永原和可那。年尾11月，她與新玉美鄉出戰馬來西亞羽毛球國際挑戰賽，在女雙决赛以2比0（21-18、21-15）击败了泰国的基蒂帕克·杜布图克/纳查·盛触，奪得第四個國際職業賽冠軍。

### 2018年 超級100賽夺冠
2018年5月，渡邊茜與新玉美鄉出戰澳洲羽毛球公開賽，在女雙準决赛以0比2（16-21、17-21）不敌赛会4号种子、韩国新秀的白荷娜/李幽琳。同年8月，她与新玉美鄉出战越南羽毛球公開賽，在女双决赛以2比0（21-18、21-19）击败了赛会6号种子、队友的松山奈未/志田千陽，夺得其首个超級100賽的冠军。同期8月，她与新玉美鄉出战西班牙羽毛球大師賽，在女双準决赛以0比2（11-21、14-21）不敌赛会2号种子、队友的櫻本絢子/高畑祐紀子。

## 主要比賽成績
只列出曾進入準決賽的國際賽事成績：
| 年份   | 賽事                     | 公開賽級別 | 項目     | 拍檔     | 成績   |
| ------ | ------------------------ | ---------- | -------- | -------- | ------ |
| 2012年 | 亞洲青年羽毛球錦標賽     | 其他       | 混合團體 | －       | 冠軍   |
| 2012年 | 世界青年羽毛球錦標賽     | 其他       | 混合團體 | －       | 亞軍   |
| 2013年 | 大阪羽毛球國際挑戰賽     | 國際挑戰賽 | 女子雙打 | 松尾靜香 | 準決賽 |
| 2016年 | 奧爾良羽毛球國際挑戰賽   | 國際挑戰賽 | 女子雙打 | 新玉美鄉 | 準決賽 |
| 2016年 | 芬蘭羽毛球公開賽         | 國際挑戰賽 | 女子雙打 | 新玉美鄉 | 冠軍   |
| 2017年 | 芬蘭羽毛球公開賽         | 國際挑戰賽 | 女子雙打 | 新玉美鄉 | 冠軍   |
| 2017年 | 樂魚羽毛球國際挑戰賽     | 國際挑戰賽 | 女子雙打 | 新玉美鄉 | 準決賽 |
| 2017年 | 西班牙羽毛球國際賽       | 國際挑戰賽 | 女子雙打 | 新玉美鄉 | 亞軍   |
| 2017年 | 加拿大羽毛球大獎賽       | 大獎賽     | 女子雙打 | 新玉美鄉 | 準決賽 |
| 2017年 | 馬來西亞羽毛球國際挑戰賽 | 國際挑戰賽 | 女子雙打 | 新玉美鄉 | 冠軍   |
| 2018年 | 澳洲羽毛球公開賽         | 超級300賽  | 女子雙打 | 新玉美鄉 | 準決賽 |
| 2018年 | 越南羽毛球公開賽         | 超級100賽  | 女子雙打 | 新玉美鄉 | 冠軍   |
| 2018年 | 西班牙羽毛球大師賽       | 超級300賽  | 女子雙打 | 新玉美鄉 | 準決賽 |
| 2018年 | 澳門羽毛球公開賽         | 超級300賽  | 女子雙打 | 新玉美鄉 | 亞軍   |
| 2019年 | 丹麥羽毛球國際賽         | 國際挑戰賽 | 女子雙打 | 尾崎沙織 | 冠軍   |

| 2007-2017年 | 首要超級賽 | 超級賽 | 黃金大獎賽 | 大獎賽 | 國際挑戰賽 | 國際系列賽 | 未來系列賽 | 其他 |

| 2018-2026年 | 總決賽 | 超級1000賽 | 超級750賽 | 超級500賽 | 超級300賽 | 超級100賽 | 國際挑戰賽 | 國際系列賽 | 未來系列賽 | 其他 |

## 主要对賽记录
渡邊茜與主要對手的對賽成績如下（只列出對賽二次或以上對手，截至2018年7月19日）：
女雙 - 新玉美鄉
| 對手                | 對賽次數 | 對賽結果 | 對賽結果 | 總計 |
| 對手                | 對賽次數 | 勝       | 負       | 總計 |
| ------------------- | -------- | -------- | -------- | ---- |
| 櫻本絢子 高畑祐紀子 | 3        | 0        | 3        | -3   |
| 志田千陽 松山奈未   | 3        | 1        | 2        | -1   |
| 篠谷菜留 星千智     | 2        | 2        | 0        | +2   |
| 加藤美幸 柏原美紀   | 2        | 2        | 0        | +2   |
| 川島里羅 尾崎沙織   | 2        | 1        | 1        | 0    |
| 松本麻佑 永原和可那 | 2        | 0        | 2        | -2   |
| 總計                | 14       | 6        | 8        | -2   |

| 對手                            | 對賽次數 | 對賽結果 | 對賽結果 | 總計 |
| 對手                            | 對賽次數 | 勝       | 負       | 總計 |
| ------------------------------- | -------- | -------- | -------- | ---- |
| 基蒂帕克·杜布图克 纳查·盛触     | 2        | 2        | 0        | +2   |
| 茱莉·芬尼-易普森 丽克·瑟比·汉森 | 2        | 2        | 0        | +2   |
| 總計                            | 93       | 60       | 33       | 27   |